# فيليب بريت
فيليب بريت (بالإنجليزية: Philip Brett)‏ (1816 في المملكة المتحدة - 1872) هو لاعب كريكت بريطاني (وحمل سابقاً جنسية المملكة المتحدة لبريطانيا العظمى وأيرلندا).

## وصلات خارجية
- فيليب بريت على موقع إي آس بي آن كريك إنفو (الإنجليزية)